# Basilio Ah
Basilio Ah – belizeński polityk, członek Zjednoczonej Partii Demokratycznej, poseł do Izby Reprezentantów z okręgu Toledo West w latach 1984−1989.

## Życiorys
Swoją karierę polityczną związał ze Zjednoczoną Partią Demokratyczną (UDP) i z jej ramienia kandydował do parlamentu.
14 grudnia 1984 w pierwszych wyborach parlamentarnych w niepodległym Belize zdobył w okręgu Toledo West 732 głosy i został członkiem Izby Reprezentantów. Pokonał przedstawiciela PUP: Vincente’a Choco stosunkiem głosów: 48,7% do 48%. W kolejnych wyborach nie startował.